# Montsinéry-Tonnegrande
Montsinéry-Tonnegrande är en kommun i det franska utomeuropeiska departementet Franska Guyana i Sydamerika. År 2022 hade Montsinéry-Tonnegrande 3 457 invånare.

## Befolkningsutveckling
| Befolkningsutvecklingen i Montsinéry-Tonnegrande 1990–2021 | Befolkningsutvecklingen i Montsinéry-Tonnegrande 1990–2021 | Befolkningsutvecklingen i Montsinéry-Tonnegrande 1990–2021 | Befolkningsutvecklingen i Montsinéry-Tonnegrande 1990–2021 | Befolkningsutvecklingen i Montsinéry-Tonnegrande 1990–2021 |
| ---------------------------------------------------------- | ---------------------------------------------------------- | ---------------------------------------------------------- | ---------------------------------------------------------- | ---------------------------------------------------------- |
|                                                            |                                                            |                                                            |                                                            |                                                            |
| År                                                         |                                                            |                                                            | Folkmängd                                                  |                                                            |
| 1990                                                       | 1990                                                       |                                                            | 500                                                        |                                                            |
| 1999                                                       | 1999                                                       |                                                            | 1 037                                                      |                                                            |
| 2007                                                       | 2007                                                       |                                                            | 1 958                                                      |                                                            |
| 2015                                                       | 2015                                                       |                                                            | 2 473                                                      |                                                            |
| 2021                                                       | 2021                                                       |                                                            | 3 295                                                      |                                                            |